# 9K32 Strela-2
9K32 Strela-2 (NATO naziv: SA-7 Grail), sovjetski lako prijenosni sustav protuzračne obrane. SA-7 je toplinski navođena raketa, te je njezina efektivnost ovisila o sposobnosti da se navodi prema toplinskom izvoru mete, najčešće motoru. Jednostavni infracrveni sustav navođenja rakete se lako može zavarati primjenom toplinskih mamaca te čak oblacima koji reflektiraju njezine infracrvene zrake.

## Razvoj
Odmah u post ratovskom vremenu, Sovjetska zračna obrana je zagovarala tešku obranu protiv nukelarnih bombardera. Zbog toga je razvijen velikm broj PZO sustava velikog dometa i radijusa djelovanja, no u međuvremenu obraćalo se malo pozornosti na terenske pokretne PZO sustave koji bi branili postrojbe od nisko letećih neprijateljskih letjelica.
Razvoj sustava započinje u Turopovu (kasnije Kolomna) OKB-u. U međuvremenu, podaci o Američkom sustavu FIM-43 Redeye su dobavljeni, te je u nekim aspektima Strela-2 dosta slična Redeyeu no opet se ne može smatrati kopijom jer ima karakteristike koje je čine još naprednijom.
Godine 1972. pojavio se znatno poboljšani model Strela-2M (NATO-naziv: SA-7b). Raketni motor ostvarivao je veći potisak, te se postizala veća brzina i efikasni domet projektila. Uz to je poboljšana i elektronika tako da je IC sustav za navođenje prema cilju bio znatno precizniji. Ovaj model Strele je još uvijek zastupljen u mnogim vojskama svijeta iako zastario za zahtjeve rata krajem prvog desetljeća 21. stoljeća. Dalja modernizacija ovog projektila je Strela-3 (NATO-naziv: SA-14 Gremlin) koja se pojavila 1978. godine. Ona ima nešto bolje borbene karakteristike ali osnovna tehnološka rješenja ostala bitno nepromijenjena. Dalji slični nasljednik ovog borbenog sustava je i SA-16

## Dizajn i postupak gađanja
Raketa je smještena u višekratnom lanseru iz kojeg se lansira i u kojem se transportira.
Strijelac postavlja cijev s raketom na lanser, cilja i pritiska okidač do prvog stupnja. Nakon 4-6 sekundi, aktivira se infra-crveni sustav navođenja, odbacuje se poklopac s lansera, a na optici lansera se pali crveno svjetlo. Kada IC tragač zahvati cilj pali se zeleno svijetlo i aktivira se zvučni alarm. Strijelac tada pritiskom okidača do kraja aktivira raketu i ona nastavlja let samostalno (po principu "ispali i zaboravi"). Raketa se lansira iz stojećeg ili klečećeg položaja.
Projektil iz lansera izbacuje startni motor koji ga za 0,05 sekundi rada ubrzava do 28 m/s (brzina na vrhu cijevi). Nakon napuštanja lansirne cijevi na prednjem dijelu rakete se otvaraju dva krila za upravljanje, a na zadnjem četiri nepokretna stabilizatora. Na 6 metara od vrha lansera aktivira se glavni motor, a nakon 45 metara leta aktivira se upaljač. Glavni motor radi 1,6 sekundi i na kraju njegovog rada raketa ima maksimalnu brzinu od 580 m/s (1,7 Maha). Ako nakon 15 sekundi leta cilj ne bude pogođen upaljač se automatski aktivira te uništava raketu.

## Korisnici
Sustav Strela-2 se nalazi ili se nalazio u naoružanju 61 vojske diljem svijeta. Samo u zemljama bivšeg SSSR-a još uvijek je uskladišteno više od 50.000 projektila ovog tipa. Sustav se upotrebljavao u većini lokalnih sukoba od 1960. godine do danas. Samo u vijetnamskom ratu preko sedamdeset američkih letjelica je oboreno ovom raketom. Ipak, raketni sustav Strela-2 je danas zastario i ne može se efikasno primjenjivati protiv suvremenih borbenih aviona i helikoptera opremljenih IC mamcima i aktivnim IC ometačima. Međutim, zbog malih dimenzija i mase, jednostavnosti upotrebe i niske cijene, sustav Strela-2 je još uvijek veoma rasprostanjen i često se sreće u arsenalu raznih gerilskih i terorističkih skupina. 
Ovaj borbeni sustav nalazio se ili se još uvijek nalazi u oružanim snagama sljedećih zemalja:
- Bocvana
- Burkina Faso
- Egipat
- Eritreja
- Gvineja
- Irak
- Iran
- Jemen
- Jordan
- Kuba
- Kuvajt
- Laos
- Libanon
- Libija
- Mali
- Maroko
- Mauritanija
- Nikaragva
- Oman
- Poljska
- Pakistan
- Rumunjska
- Rusija
- Sirija
- Srbija
- SR Njemačka
- Sudan
- Mađarska
- Cipar
- Zimbabve
- SFRJ